# النصر للخدمات والصيانة
شركة النصر للخدمات والصيانة (كوين سيرفيس) هي إحدى الشركات التابعة لـ"جهاز مشروعات الخدمة الوطنية للقوات المسلحة"، التابع بدوره لوزارة الدفاع المصرية،

## نشاط الشركة
0تقدم الشركة جميع أنواع الخدمات المختلفة (الأمن والحراسة - النظافة والتطهير وصيانة المعدات والمنشـآت - صيانة السيارات - النظافة والتجميل – التوريدات العمومية وغيرها من الخدمات المتكاملة) للعديد من كبار العملاء من القطاعين العام والخاص.